# Case 39
Case 39 è un film del 2009 diretto da Christian Alvart, interpretato dall'attrice statunitense Premio Oscar Renée Zellweger e dalla giovane canadese Jodelle Ferland.

## Trama
Emily Jenkins è un'assistente sociale dedicata a verificare che i minori vivano in ambienti familiari sicuri e adeguati. Nonostante sia molto impegnata, il suo supervisore, Wayne, le affida un nuovo caso particolarmente preoccupante: il numero 39, riguardante Lillith Sullivan, una bambina di dieci anni sospettata di subire abusi da parte dei genitori.
Emily avvia subito le indagini e organizza una visita a casa Sullivan. L'incontro rafforza i suoi timori: i genitori di Lillith mostrano diffidenza e aperta ostilità nei suoi confronti. La madre, Margaret, appare visibilmente turbata e restia al dialogo, mentre il padre, Edward, si rifiuta di rivolgersi direttamente a Emily, usando la moglie come intermediaria. La stessa Lillith sembra terrorizzata dalla presenza dei genitori, confermando i sospetti di maltrattamento di Emily.
L'assistente sociale ne parla con Wayne, il quale convoca la famiglia in ufficio per un colloquio. In questa occasione, tuttavia, i Sullivan mostrano un comportamento apparentemente normale. Emily, per nulla convinta dalla loro facciata, decide di dare di nascosto a Lillith il proprio numero di telefono, dicendole di chiamarla se si fosse trovata in pericolo. Cerca anche supporto dall'amico detective Mike Barron, il quale le spiega che, senza prove concrete di abuso, la polizia non può intervenire. Quella stessa sera, Emily riceve una telefonata disperata da Lillith: la bambina, terrorizzata, la avvisa che i genitori stanno per ucciderla. Emily allerta immediatamente Mike e si precipita verso l'abitazione dei Sullivan. Giunti sul posto, scoprono i genitori nell'atto di infilare Lillith nel forno acceso della cucina per bruciarla viva. Ne scaturisce una violenta colluttazione, durante la quale Mike riesce a neutralizzare la coppia. In seguito, i Sullivan vengono giudicati entrambi infermi di mente e sottoposti a ricovero coatto.
Con il sostegno dell'amico Douglas, psicologo infantile con cui ha un forte legame (e forse una nascente attrazione), Emily ottiene l'affidamento temporaneo di Lillith e la porta a vivere con sé. Inizialmente la convivenza sembra serena, ma presto Emily scopre una serie di morti inspiegabili e inquietanti legate alla famiglia biologica della bambina.
Poco tempo dopo, Diego, un altro bambino seguito da Emily, uccide brutalmente i propri genitori. Confessa di aver ricevuto, poco prima del gesto, una telefonata partita da casa di Emily, ma fatta da una voce maschile, nonostante in casa ci fossero solo lei e Lillith.
Successivamente, durante una seduta con Douglas, Lillith assume un atteggiamento che turba profondamente lo psicologo. Douglas contatta subito Emily, confidandole di essersi sentito minacciato dalla bambina. Quella stessa notte, una strana telefonata induce Douglas ad avere terrificanti allucinazioni. La mattina dopo, Douglas viene trovato morto nel suo bagno, in circostanze misteriose.
Solo a questo punto Emily inizia a comprendere la vera natura del pericolo che proviene da Lillith. La bambina è infatti un'entità demoniaca dotata della capacità di soggiogare le menti altrui e indurre terrificanti allucinazioni: i suoi genitori stavano tentando di ucciderla non per pura crudeltà, ma nel disperato tentativo di salvare sé stessi e i propri cari dalla sua influenza maligna. Per vendetta, Lillith manipola gli eventi causando la loro morte, facendola apparire accidentale o auto-inflitta. La prima vittima è Margaret: rinchiusa in una cella d'isolamento, ha un'allucinazione indotta da Lillith in cui le sue braccia prendono fuoco e, terrorizzata, si toglie la vita. Poi è il turno di Edward: nella mensa dell'istituto dove è ricoverato, credendo di vedere la perversa presenza di Lillith a causa di un'allucinazione, assale un altro paziente pugnalandolo al collo con una forchetta. Nella colluttazione successiva con il personale, cade e si trafigge mortalmente un occhio con un coltello.
Emily, ormai certa delle capacità sovrannaturali e della pericolosità della bambina, decide che l'unica soluzione è eliminarla e chiede aiuto a Mike. Tuttavia, mentre il detective si sta dirigendo verso casa di Emily, inizia anch'egli a subire le allucinazioni indotte da Lillith: un gruppo di cani feroci e rabbiosi lo bracca. Mike tenta di rifugiarsi nella sua auto, ma scopre uno dei cani già all'interno, sul sedile posteriore, che lo azzanna al collo. Nel tentativo disperato di sparare all'animale con il fucile, Mike rivolge l'arma contro se stesso e si spara al volto, morendo sul colpo.
Agli occhi di tutti, si tratta dell'ennesimo inspiegabile e terrificante suicidio, ma Emily sa che non è così. Nel cuore della notte, decide di mettere in atto un piano disperato: uccidere Lilith. Scioglie dei sedativi nella camomilla che offre a Lilith ogni sera prima di metterla a letto, seguendo una routine consolidata. Convinta che Lilith sia addormentata, Emily sbarra la porta della camera della bambina, cosparge la casa di benzina e appicca il fuoco. Mentre le sirene dei pompieri si avvicinano, Emily osserva da lontano la casa avvolta dalle fiamme. Si sente esausta, ma sollevata, convinta di aver finalmente posto fine all'incubo. Ma la realtà è ben diversa: Lilith non si era addormentata e, del tutto indisturbata, è uscita dalla casa passando dal retro. Quando Emily la vede emergere illesa accanto ai pompieri, un terrore glaciale la assale. Lilith le sorride, un sorriso diabolico e inquietante.
Un agente di polizia invita Emily a seguirlo con la sua auto, dicendo che le accompagnerà in un luogo sicuro dove poter trascorrere la notte. Durante il tragitto in auto, Emily devia dal percorso indicato e inizia a guidare ad alta velocità, cercando di spaventare Lilith. Lilith, usando i suoi poteri soprannaturali, costringe Emily a rivivere il suo trauma infantile più profondo: sua madre che sfreccia a tutta velocità sotto la pioggia battente, con lei terrorizzata sul sedile posteriore. Quell'incidente si concluse tragicamente con la morte della madre, mentre Emily sopravvisse. Da quel giorno, è cresciuta ossessionata dall'idea di non diventare mai madre, per non rivivere quell'orrore.
Emily realizza che quella visione è solo una manipolazione di Lilith. Riprendendo il controllo, sterza bruscamente verso un molo e si lancia a tutta velocità nelle acque del porto. Mentre l'auto affonda rapidamente, Emily lotta furiosamente con Lilith, che ha finalmente rivelato la sua vera natura demoniaca e cerca di intrappolarla nell'abitacolo che si sta riempiendo d'acqua. Con uno sforzo disperato, Emily colpisce Lilith, si libera dalla sua presa e riesce a uscire dall'auto, nuotando freneticamente verso la superficie. All'improvviso, un braccio scheletrico emerge dal bagagliaio e la afferra per una gamba. Ma Emily, con un ultimo sforzo, si divincola, lasciando che l'auto con Lilith a bordo sprofondi definitivamente nelle profondità oscure del porto."

### Finale alternativo
Nel finale alternativo incluso nel DVD del film, entrambe le protagoniste sopravvivono all'incidente e vengono tratte in salvo da una squadra di soccorso. Emily tenta di spiegare l'accaduto a un giudice, ma le sue parole non vengono credute e viene internata in un istituto psichiatrico. Parallelamente, Lilith viene accolta in una nuova famiglia, che la considera, proprio come Emily aveva inizialmente fatto, una vittima innocente di adulti con disturbi mentali.

## Produzione
Le riprese del film si sono svolte a Vancouver verso la fine del 2006.
Durante la lavorazione, il 30 ottobre 2006, un incendio causato da effetti speciali ha danneggiato il set. Nessun membro del cast o della troupe è rimasto ferito, ma l'incidente ha comportato la distruzione della scenografia allestita in studio.
Il budget di produzione del film ammontava a 26 milioni di dollari.

## Accoglienza

### Incassi
Il film ha incassato globalmente 28 milioni di dollari, superando il budget di produzione ma non generando un profitto significativo.

### Critica
Case 39 ha ricevuto recensioni prevalentemente negative dalla critica specializzata. Sul sito Rotten Tomatoes, il film ha ottenuto un indice di gradimento del 21% basato su 75 recensioni, mentre su Metacritic ha ricevuto un punteggio di 25 su 100, calcolato su 15 recensioni.

## Riconoscimenti
- 2011 - Young Artist Awards
  - Nomination Miglior attore giovane non protagonista a Alexander Conti
- 2011 - Fangoria Chainshaw Awards
  - Nomination Miglior attrice non protagonista a Jodelle Ferland
- 2010 - Fright Meter Awards
  - Nomination Miglior attore non protagonista a Ian McShane

## Distribuzione
Il film è stato distribuito nelle sale cinematografiche statunitensi a partire dal 1º ottobre 2010.